# Coleophora peisoniella
Coleophora peisoniella é uma espécie de mariposa do gênero Coleophora pertencente à família Coleophoridae.